# タイム・オブ・オーキッズ
タイム・オブ・オーキッズ（Time of Orchids）は、ニューヨークを拠点とするエクスペリメンタル・ロック・バンド。1999年に結成され、2007年に解散した。
2枚のアルバムでは、有名な女性ボーカリストをフィーチャーしている。ケイト・ピアソン（The B-52's）がアルバム『Much Too Much Fun』でパフォーマンスし、『ツイン・ピークス』でお馴染みのジュリー・クルーズがアルバム『Sarcast While』で歌っている。
アルバム『Sarcast While』は、ジョン・ゾーンのツァディク・レーベルからリリースされた。

## メンバー

### 最終ラインナップ
- チャック・スターン (Chuck Stern) - ボーカル、キーボード
- エリック・フィッツジェラルド (Eric Fitzgerald) - ギター、ボーカル
- ジェシー・クラカウ (Jesse Krakow) - ベース
- デイヴィッド・ボディ (David Bodie) - ドラム

### 旧メンバー
- キース・エイブラムス (Keith Abrams) - ドラム
- チャーリー・ルッカー (Charlie Looker) - ギター
- ウィル・レドモンド (Will Redmond) - ギター

### ゲスト・ボーカル
- ケイト・ピアソン (Kate Pierson)
- ジュリー・クルーズ (Julee Cruise)

## ディスコグラフィ

### アルバム
- 『メロンウィスパー』 - Melonwhisper (2001年)
- Much Too Much Fun (2003年)
- Early As Seen In Pace (2003年)
- Sarcast While (2006年)
- Namesake Caution (2007年)
- In Due Time (2010年)